# Tamalín (municipalité)
La municipalité de Tamalín est l'une des 212 municipalités de l'État de Veracruz, et est située dans la partie nord de cet État. Située à l'ouest du golfe du Mexique, elle appartient à sa plaine côtière et fait partie des bassins versants de deux fleuves côtiers : le Río Tancochin et le Río Cucharas, qui alimentent la lagune de Tamiahua, dont elle est riveraine. Elle a la particularité de présenter deux exclaves, dont la plus méridionale comprend son chef-lieu éponyme, Tamalín. Elle dépend de la région Huasteca Alta, du nom du peuple des Huaxtèques qui y est établi, et est une des 10 subdivisions administratives de l'État de Veracruz.

## Géographie
La municipalité de Tamalín fait face à l'est à la lagune de Tamiahua. Elle est limitée au sud-est par le fleuve côtier Río Tancochin, puis par son affluent le Río San Francisco, tandis que sa limite nord est formée par le fleuve côtier Río Cucharas. Elle présente au sud deux exclaves ; une première prenant appui sur la rivière Río Estancia, affluente du Río Tancochin, et plus au sud une autre exclave, traversée par la même rivière et comprenant son chef-lieu, Tamalín. Établie dans la plaine côtière du golfe du Mexique, son altitude oscille entre 10 et 300 mètres. Son territoire couvre une superficie de 399,6 km2, et était peuplé en 2020 de 11 631 habitants, pour une densité de 29,1 habitants par km2.
Cette municipalité est limitrophe au nord et au nord-ouest de celle d'Ozuluama de Mascareñas, à l'ouest et au sud de celle de Tantima, et à l'est de celle de Tamiahua.

## Composition et démographie
La municipalité était composée en 2020 de 83 localités, dont une seule était considérée comme urbaine, les autres étant rurales.
| Localité            | Population |
| ------------------- | ---------- |
| Tamalín             | 5595       |
| Saladero            | 1103       |
| Carmona y Valle     | 692        |
| Mamey la Mar        | 608        |
| Palmarillo          | 347        |
| Reste des localités | 3286       |
| Total population    | 11 631     |

En plus de l'espagnol, plusieurs langues amérindiennes sont parlées dans la municipalité, dont les principales sont par ordre d'importance : le nahuatl, et dans une moindre mesure le huastèque et le maya.

## Histoire
La municipalité est créée en 1875, sur une part du territoire de la municipalité de Tantima.

## Économie

### Agriculture et élevage
La superficie des parcelles semées représentait en 2021 une surface totale de 878 hectares, parmi lesquels 669 hectares étaient voués à la culture du maïs, 123 hectares étaient voués à la culture de l'orange, et 86 hectares étaient voués à celle du haricot.
En 2021, la production de viande par tonnes comprenait 1138 tonnes de viande bovine, 43,9 tonnes de viande porcine, 4,5 tonnes de viande ovine, et 3,8 tonnes de volailles. La superficie vouée à l'élevage représentait alors 26 898 hectares.